# Ahuntsic (district électoral)
Pour les articles homonymes, voir Ahuntsic (homonymie).
Ahuntsic est un ancien district électoral provincial situé dans la région de Montréal (Québec).

## Historique
Précédé de : Laval
Suivi de : Crémazie et de L'Acadie

## Liste des députés
|  | 1966 - 1970 | Jean-Paul Lefebvre | Libéral |
|  | 1970 - 1973 | François Cloutier  | Libéral |